# 洛伊德鎮區 (愛荷華州迪金森縣)
洛伊德鎮區（英語：Lloyd Township）是位於美國愛荷華州迪金森縣的一個行政鎮區。

## 地方資料
根據2010年美國人口普查的數據，洛伊德鎮區的面積為92.92平方千米，當中陸地面積為92.92平方千米，而水域面積為0.00平方千米。當地共有人口616人，而人口密度為每平方千米6.63人。